# Годжаев, Азер Бахлул оглы
Азер Бахлул оглы Годжаев (азерб. Azər Bəhlul oğlu Qocayev; род. 7 сентября 1985, Сумгаит) — глава исполнительной власти Кельбаджарского района (с 2020).

## Биография
Родился 7 сентября 1985 года в Сумгаите. В 2007 году окончил факультет электроэнергетики и энергетического машиностроения Сумгаитского государственного университета.
С 2009 года работал контролёром ОАО «СумгаитЭлектросеть».
С 2010 по 2017 год являлся контролёром, инженером-контролёром отдела продажи электроэнергии Сумгаитской региональной электросети (входит в состав ОАО «Азерэнержи»). 
С 2017 по 2019 год являлся заместителем начальника отдела обеспечения электроэнергией департамента инфраструктуры ЗАО «Азербайджанские железные дороги».
С 2019 по 2020 год являлся начальников отдела контроля за рациональным использованием и продажи электроэнергии Аппарата ЗАО «Азербайджанские железные дороги».
Глава исполнительной власти Кельбаджарского района (с 13 мая 2020).
Член партии «Новый Азербайджан».